# Sous la terreur (film, 1958)
Pour les articles homonymes, voir Sous la terreur.
Sous la terreur (titre original : A Tale of Two Cities) est un film britannique réalisé par Ralph Thomas sorti en 1958.

## Synopsis
Pendant la Révolution Française, Sydney Carton, un avocat anglais alcoolique, aide un aristocrate français, Charles Darnay, a s''échapper de la Terreur. Sydney la femme de son client, Lucie Manette mais sa conscience le résout à l'aider à échapper à la guillotine.

## Fiche technique
- Titre : Sous la terreur
- Titre d'origine : A Tale of Two Cities
- Réalisation : Ralph Thomas
- Scénario : T.E.B. Clarke, d'après le roman de Charles Dickens
- Photographie : Ernest Steward
- Musique : Richard Addinsell
- Montage : Alfred Roome
- Décors : Carmen Dillon
- Costumes : Beatrice Dawson
- Son : E.G. Daniels, Bill Daniels
- Montage : Archie Ludski
- Genre : drame
- Durée : 112 minutes
- Dates de sortie :

## Distribution
- Dirk Bogarde : Sydney Carton
- Dorothy Tutin : Lucie Manette
- Paul Guers : Charles Darnay
- Cecil Parker : Jarvis Lorry
- Stephen Murray : Docteur Manette
- Athene Seyler : Miss Pross
- Marie Versini : Marie Gabelle
- Ian Bannen : Gabelle
- Alfie Bass : Jerry Cruncher
- Ernest Clark : Stryver
- Rosalie Crutchley : Mme Defarge
- Freda Jackson : "La Vengeance"
- Duncan Lamont : Ernest Defarge
- Christopher Lee : le marquis St. Evremond
- Leo McKern : l'avocat général à Old Bailey
- Donald Pleasence : Barsad
- Eric Pohlmann : Sawyer
- Dominique Boschero : une jeune paysanne
- Yves Brainville : Foulon
- Michael Brennan : Tom, le cocher
- Peter Copley : Mellor
- Sacha Pitoëff : Gaspard
- George Woodbridge : l'aubergiste à Douvres
- Harold Kasket : un joaillier